# Хлотхер
Хлотхер (др.-англ. Hlothhere, Хлотарь; умер 6 февраля 685) — король Кента в 673—685 годах.

## Биография
Хлотхер был младшим сыном Эрконберта и Сексбурги. Захотел сохранить престол Кента за своими потомками и принял к себе в соправители своего сына Ричарда. Такой поступок вынудил его племянника Эдрика, сына Эгберта I, тайно скрыться от двора и просить помощи у короля Суссекса Этельвала, который за него вступился и дал ему войско. С такой помощью Эдрик вступил в Кент, дал сражение Хлотхеру и победил. Хлотхер от полученных ран скончался, а Эдрик беспрепятственно себя короновал.
Ричард скрылся в Германии, где архиепископ Майнцский Бонифаций, родом англосакс, по уверению некоторых историков, выдал за него свою сестру, после чего Ричард был избран королём Швабии. Неизвестно, что побудило Ричарда приехать в Тоскану. Он умер в Лукке, где находится его гробница.